# Capilla de San Onofre (Granada)
La Capilla de San Onofre es un antiguo espacio de culto público, hoy desacralizado, situado en la ciudad de Granada (España), en la Cuesta de Gomérez, y que fue construido en 1546 a expensas de Juan de la Torre y Mendoza, señor de Vélez de Benaudalla.

## Historia
Joaquín Duran en La Toma de Granada explica que la construcción primitiva de la capilla se debe a la devoción particular de Francisco Ramírez de Madrid a este santo, a quien se había encomendado tras la Toma de Málaga y a quien había construido, también, una capilla que terminará por ceder a los padres Trinitarios en 1494. Instalado en Granada, erigió su palacio en la Cuesta de Gómerez, dedicando el oratorio privado también a este santo.
La capilla palaciega debió ser reformada a mediados del siglo XVI, momento en el que Juan de la Torre, decide construir el nuevo recinto y erigir un nuevo altar dedicado a san Onofre, tal y como se explica en el frontal del ara: "Esta capilla de la adbocación de santo Onofre mandó hacer Juan de la Torre, Señor de Bélez de Benaudalla. Año 1546". Asimismo, se erigió un retablo en que se incluían lagunas pinturas atribuidas por Gómez-Moreno a Pedro Machuca, con escenas bíblicas y figuras de santos.
Al exterior, se dispuso una portada renacentista que algunos autores atribuyeron a Diego de Siloé aunque el historiador local Antonio Gallego Burín aproximó al círculo de algunos de los arquitectos y canteros que habían estado trabajando en Granada durante las obras del Palacio de Carlos V, como Nicolà da Corte.
José de Barcia en su trabajo Despertador christiano (1725) habla de los cultos solemnes que se celebraron durante el siglo XVII en la Capilla de San Onofre de Granada.

### El edificio
El palacio, construido por los Ramírez de Arellano, pasó a manos de la familia del político granadino Eduardo Rodríguez Bolívar. Sus herederos, vinculados también a la política local, como el alcalde de Granada Manuel Sola Rodríguez, acogieron en el palacio a huéspedes ilustres durante la segunda mitad del siglo XX: desde el príncipe Rainiero de Mónaco a la actriz Grace Kelly, pasando por el general Francisco Franco o el rey Hussein de Jordania.